# Vitt äktenskap
Vitt äktenskap, känt från franskans mariage blanc, är en term för ett äktenskap som aldrig blivit sexuellt fullbordat. Exempel på ett vitt äktenskap är ett lavendeläktenskap, ett äktenskap som ingåtts för att till exempel skydda ena parten från förföljelse genom att förse denna med uppehållstillstånd, eller liknande överenskommelser. 